# Hyphydrus lentiginosus
Hyphydrus lentiginosus is een keversoort uit de familie waterroofkevers (Dytiscidae). De wetenschappelijke naam van de soort is voor het eerst geldig gepubliceerd in 1935 door Guignot.